# Wyżyna Jaworzycka
Wyżyna Jaworzycka, (czes. Javořická vrchovina) – mezoregion w obrębie Masywu Czeskiego, leżący w południowej części Wyżyny Czeskomorawskiej, w południowo-zachodniej części Masywu Czeskomorawskiego (czes. Českomoravská vrchovina).
Jest to kraina pagórkowata i górzysta, częściowo zalesiona. Jej powierzchnia wynosi  624 km², średnia wysokość 604 m n.p.m., a najwyższym wzniesieniem jest Javořice (837 m n.p.m.), leżąca w Górach Jihlawskich (czes. Jihlavské vrchy). Jest najwyższą częścią Masywu Czeskomorawskiego.
Wyżyna Jaworzycka zbudowana jest z granitów masywu moldanubickiego.
Leży w dorzeczu Łaby i Dunaju.
Graniczy na zachodzie z Kotliną Trzebońską (czes. Třeboňská pánev), na północnym zachodzie z Wyżyną Krzemesznicką (czes. Křemešnická vrchovina), na wschodzie z Wyżyną Krzyżanowską (czes. Křižanovská vrchovina).

## Podział
Wyżyna Jaworzycka:
- Góry Jihlawskie (czes. Jihlavské vrchy)
- Wyżyna Nowobystrzycka (czes. Novobystřická vrchovina)

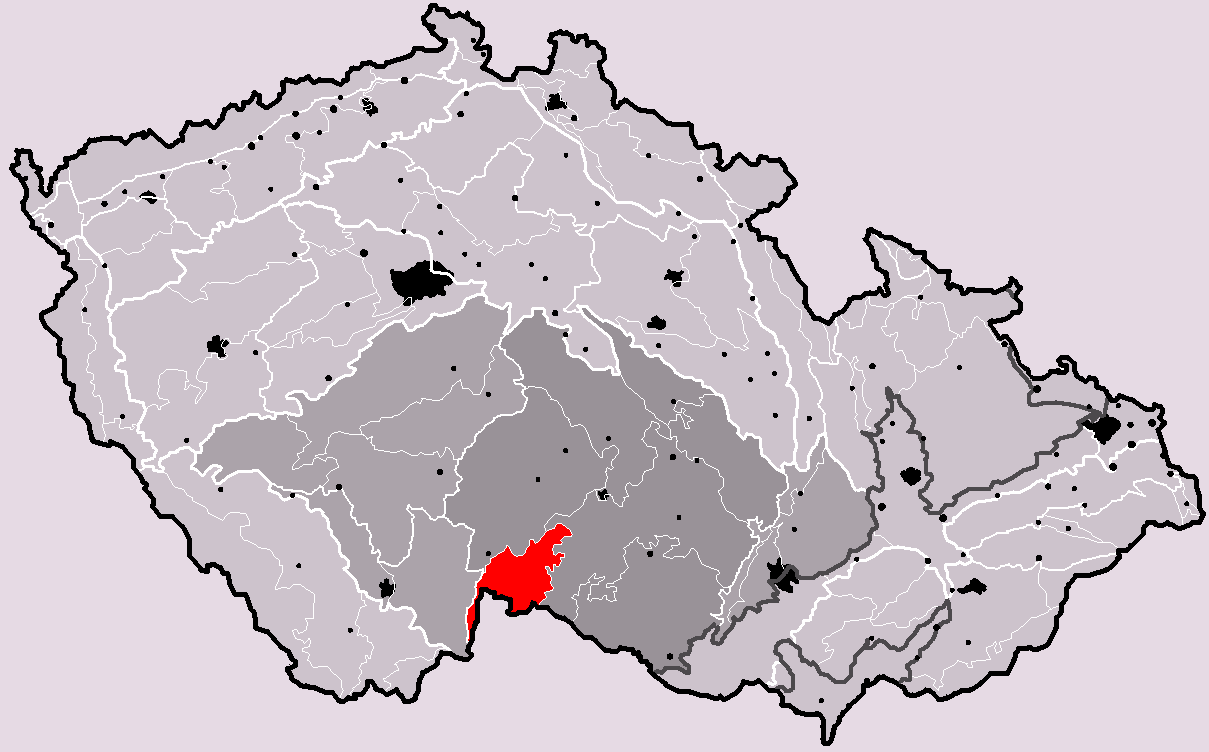
Położenie Wyżyny Jaworzyckiej